# Eguria auritractata
Eguria auritractata är en fjärilsart som beskrevs av George Francis Hampson 1892. Eguria auritractata ingår i släktet Eguria och familjen tandspinnare. Inga underarter finns listade i Catalogue of Life.